# 3780 Maury
3780 Maury је астероид главног астероидног појаса чија средња удаљеност од Сунца износи 2,871 астрономских јединица (АЈ).
Апсолутна магнитуда астероида је 12,0.